# Dichagyris celebrata
Dichagyris celebrata is een vlinder uit de familie uilen (Noctuidae). De wetenschappelijke naam is voor het eerst geldig gepubliceerd in 1897 door Alpheraky.
De soort komt voor in Europa.